# Ptychagnostus
Ptychagnostus — рід трилобітів родини Ptychagnostidae, що існував у середньому кембрії (508—497 млн років тому). Численні рештки представників роду знаходять в Європі, Азії, Австралії та Північній Америці.

## Опис
Це були невеликі трилобіти (зазвичай не більше 10 мм), тельсон якого складався з двох сегментів, пігидій з трьох. Очі відсутні. Їх часто знаходять у трубках поліхет Selkirkia.

## Види
- Ptychagnostus aculeatus
- Ptychagnostus akanthodes
- Ptychagnostus atavus]
- Ptychagnostus cassis
- Ptychagnostus ciceroides
- Ptychagnostus cuyanus
- Ptychagnostus fissus
- Ptychagnostus germanus
- Ptychagnostus gibbus
- Ptychagnostus hybridus
- Ptychagnostus intermedius
- Ptychagnostus michaeli
- Ptychagnostus praecurrens
- Ptychagnostus punctuosus
- Ptychagnostus seminula